# 环丁四酮
环丁四酮，也称作四氧代环丁烷，是一种假想的有机化合物，化学式为C4O4或(-(C=O)-)4。 它是一种碳的氧化物，实际上一氧化碳的四聚体。
这种化合物似乎在热力学上不稳定。直到2000年，它还没有被大量合成，但是通过质谱法可能检测它的存在。

## 相关化合物
环丁四酮可以被看作方酸根离子C4O42−的中性类似物，而后者较稳定，至少在1959年就已了解。
八羟基环丁烷或环丁烷-1,1,2,2,3,3,4,4-八醇(-C(OH)2-)4在文献中可简称为“环丁四酮水合物”。 